# Ad Reinhardt
Adolph Dietmar Friedrich Reinhardt, anomenat també "Ad" Reinhardt (Buffalo (Nova York), 24 de desembre de 1913 - Nova York, 30 d'agost de 1967), pintor i escriptor, pioner de l'art conceptual.
Ad Reinhardt va nàixer a Búfalo, Nova York, l'any 1913. D'origen rus-alemany i de pares immigrants, va estudiar Història de l'Art i Filosofia en la Universitat de Colúmbia. Posteriorment, entre 1936 i 1940, va participar en el projecte federal Works Progress Administration, que buscava donar treball a artistes i va entrar a formar part del grup American Abstract Artists (AAA).
Als seus inicis va treballar com a dissenyador gràfic i il·lustrador i entre les seues publicacions més destacades es troben How to look, on l'artista fa una anàlisi de la situació de l'art als Estats Units. A principis dels anys 40 no compartia les característiques de la nova pintura abstracta de l'Escola de Nova York, però, tot i això, va tindre una carrera artística molt exitosa. Des de l'any 1946 va començar a exposar de forma independent en la galeria de Betty Parsons i en les exposicions més importants dels museus americans d'art modern. També va participar en activitats del Studio 35. En aquesta època l'artista va iniciar un procés de reducció de les formes, colors, gestos i expressions de les seues obres i cap a 1955 va presentar les seues pintures negres.
Podem trobar diverses influències del seu estil, com els artistes Kazimir Malévich i Josef Albers o també l'art i filosofia orientals.